# Иванова, Валентина Николаевна
Валенти́на Никола́евна Ивано́ва (род. 1954) — общественный деятель, научный сотрудник, ректор МГУТУ имени К. Г. Разумовского с 2008 по 2020 год. Член Совета при Президенте Российской Федерации по делам казачества. Член Генерального совета ВПП «Единая Россия». Действительный член Петровской академии наук и искусств.

## Биография
Родилась 3 октября 1954 года в Сочи (Краснодарский край).
В 1977 году окончила экономический факультет ЛГУ имени А. А. Жданова по специальности «экономист-кибернетик». В 1977—1979 гг. работала инженером-экономистом Бюро совершенствования, планирования и экономического анализа центральной экономической лаборатории ПО «Кировский завод». В 1982 окончила аспирантуру экономического факультета ЛГУ имени А. А. Жданова. В 1982—1988 гг. — младший, затем старший научный сотрудник. В 1989—1999 гг. — ассистент, старший преподаватель, доцент, профессор кафедры управления и планирования социально-экономических процессов экономического факультета Ленинградского (Санкт-Петербургского) государственного университета.
В 1996 году защитила диссертацию на соискание учёной степени доктора экономических наук.
В 1999—2003 гг. — депутат Государственной думы Российской Федерации III созыва (18 января 2000 — 29 декабря 2003). С февраля 2003 года заместитель председателя Комитета ГД по вопросам местного самоуправления. В 2003—2007 — депутат Государственной думы Российской Федерации IV созыва (29 декабря 2003 — 24 декабря 2007). Заместитель председателя комитета ГД по образованию и науке.
С 2008 по 2020 год являлась ректором Московского государственного университета технологий и управления им. К. Г. Разумовского. Впоследствии профессор, руководитель Центра компетенций в сфере кооперации казачьих обществ малых форм хозяйствования.
С 19 августа 2011 по июль 2012 — председатель совета директоров ОАО «Росагролизинг», с июля 2012 года — заместитель председателя. С 2014 года — член попечительского совета Фонда возрождения культуры и традиций малых городов Руси.
В сентябре 2016 года стала доверенным лицом партии «Единая Россия» на выборах в Государственную думу VII созыва.[источник?]

## Критика
Согласно исследованию сообщества «Диссернет», Валентина Иванова в соавторстве с В. Д. Гончаровым в 2011 году опубликовала статью «Государственное регулирование пищевой промышленности в России», которая содержала недокументированные заимствования из статьи В. Д. Гончарова «Государственное регулирование пищевой промышленности», опубликованной в 2007 году. Также Иванова выступила научным руководителем на защите кандидатской диссертации ректора Ульяновского государственного педагогического университета Т. В. Девяткиной, в которой «Диссернет» обнаружил многочисленные некорректные заимствования. «Диссернет» заявил о плагиате в научных статьях главы Санкт-Петербурга Александра Беглова, причём главой диссертационного совета и научным консультантом выступала В. Иванова.
Представители казачества критиковали апроприацию Ивановой казаческих элементов для решения своих карьерных и иных целей.

## Награды
- Орден Почёта;
- Медаль ордена «За заслуги перед Отечеством» II степени (6 октября 2005 года) — за активное участие в законотворческой деятельности и многолетнюю плодотворную работу[9];
- медаль «Патриот России» (Росвоенцентр при Правительстве РФ)[10];
- Медаль «За защиту Крыма» (Республика Крым, 10 февраля 2015) — за патриотизм, активную политическую позицию, личный вклад в укрепление единства Республики Крым[11];
- Лауреат премии Правительства Российской Федерации в области образования за научно-практическую работу «Исследование, разработка и внедрение новых методов обучения в области профессиональной переподготовки и повышения квалификации инженерных, управленческих и педагогических кадров» (Постановление Правительства Российской Федерации от 30 июля 2005 года № 470).